# Lorenzo Arnone Sipari
Lorenzo Arnone Sipari (Roma, 10 ottobre 1973) è un filologo e storico italiano.
È autore di numerosi studi di storia contemporanea, di storia sociale e di storia dell'ambiente. Su quest'ultimo tema si è occupato, in particolare, delle origini e dello sviluppo dei parchi nazionali e delle aree protette in Italia in chiave ecostorica.

## Biografia
Nato a Roma, dove ha studiato prima di trasferirsi in provincia di Frosinone, Lorenzo Arnone Sipari si è laureato in Lettere moderne presso l'Università di Cassino. Con questo ateneo ha pubblicato numerosi saggi di storia relativi, in particolare, alla formazione e alla crescita della borghesia del Mezzogiorno tra XIX secolo e XX secolo. Ha anche osservato la costituzione e il ruolo delle élite meridionali, attraverso l'esame di una serie di strategie e iniziative a carattere economico-sociale, nonché di atti e documenti di sodalizi e di circoli, come nel caso dei Rotary Club di Frosinone, Cassino e Fiuggi. Allo stesso tempo si è interessato, soprattutto da un punto di vista storico-archivistico, di organizzazioni e società operaie, fra le quali particolare attenzione ha prestato a quelle di Alvito e di Sora.
A partire dal 1998, Arnone Sipari si è occupato di temi riconducibili alla storia della conservazione della natura e, in special modo, a quella dei parchi nazionali. Al predetto filone appartengono, principalmente, gli studi sulle origini, sulla fondazione e sul modello del Parco Nazionale d'Abruzzo. In tale ambito rientrano, ad esempio, gli studi sulla Riserva reale dell'Alta Val di Sangro (1998), sul conflitto per la realizzazione del lago di Barrea durante il fascismo (2004) e sul ruolo del notabilato locale nella genesi dell'istituzione naturalistica (2012), oltre alla pubblicazione della raccolta (2011) di articoli, relazioni e corrispondenze epistolari di Erminio Sipari, deputato del Regno d'Italia artefice e primo presidente di quel parco. Egli ha, inoltre, dedicato una parte importante delle sue ricerche alla vita e all'opera di Benedetto Croce, con particolare riferimento alla metodologia storica e alla difesa dell'ambiente e del paesaggio. Sue ricerche a carattere filologico, hanno riguardato la traditio della secentesca Descrittione a stampa del ducato di Alvito - con la scoperta che il suo autore Giovanni Paolo Mattia Castrucci, considerato per secoli lo storiografo ufficiale della Valle di Comino, era in realtà uno scrittore immaginario -, la correzione della data di nascita di Pier Angelo Fiorentino e il primo profilo biografico di Nicola Angelo Falcone.
Nel 2001 Arnone Sipari ha steso un manifesto - pubblicato sulla «Rivista Abruzzese» - e una connessa petizione al Presidente della Repubblica Italiana con il fine di far mantenere il nome «Parco Nazionale d'Abruzzo», osservandone la necessità non solo dal punto di vista storico-culturale, quale retaggio delle iniziative fondative del più noto ed antico parco italiano, ma anche dal punto di vista socioeconomico, a difesa di un marchio vincente, in contrasto con una denominazione, quella attuale, di Parco nazionale d'Abruzzo, Lazio e Molise con relativo acronimo (Pnalm), poco spendibile e superflua, oltre che onerosa per le piccole aziende locali. L'anno seguente, invece, ha preso posizione, assieme ad altri storici dell'ambiente, fra i quali Piero Bevilacqua, Giorgio Nebbia, Luigi Piccioni e Franco Pedrotti, contro la sentenza di assoluzione nel processo sulle vittime del petrolchimico di Porto Marghera. Nel 2021 è stato tra i fondatori della Società Italiana di Storia Ambientale.

## Opere principali

### Storia dell'ambiente
- Dalla riserva reale dell'Alta Val di Sangro alla costituzione del Parco Nazionale d'Abruzzo, in E. Giancristofaro (a cura di), La lunga guerra per il Parco Nazionale d'Abruzzo, Lanciano 1998: 49-66.
- Verso l'oro verde. La costruzione del turismo nel parco nazionale d'Abruzzo 1948-1973, «Adriatico», 2003, III: 39-47.
- "Il Parco nazionale d'Abruzzo liberato dall'allagamento": un conflitto tra tutela ambientale e sviluppo industriale durante il fascismo, «Rivista della Scuola Superiore dell'Economia e delle Finanze», 2004, VIII-IX: 27-39 ( on line (archiviato dall'url originale il 25 aprile 2012).).
- Scritti scelti di Erminio Sipari sul Parco Nazionale d'Abruzzo (1922-1933), (Natura e aree protette, 17), Temi, Trento 2011.
- I notabili dell'Alta Val di Sangro e il loro ruolo nella genesi del Parco, in L. Piccioni (a cura di), Parco Nazionale d'Abruzzo, novant'anni: 1922-2012, Edizioni ETS, Pisa 2012, pp. 23–28 (anche in ed. inglese per la Cambridge Scholars Publishing).
- La storia «civile» in rapporto alla conservazione della natura. Il dibattito Croce-Parpagliolo sulla legge per le bellezze naturali del 1922, in «Diacritica», III (2017), fasc. 1, pp. 15-36 ( on line.)
- La discussione sui parchi nazionali tra età liberale e fascismo: le riflessioni di Nicola Angelo Falcone, Luigi Parpagliolo ed Erminio Sipari, in L. Arnone Sipari - C. Guacci (a cura di), Origini e primi anni di vita del Parco Nazionale d'Abruzzo nella "Relazione Sipari" del 1926, Atti del Convegno di studi (Alvito, 22 ottobre 2016), Campobasso, Palladino editore, 2019, pp. 9-30.

### Storia sociale
- Famiglia, patrimonio, potere locale: i Sipari in Terra di Lavoro nella seconda metà dell'Ottocento, in S. Casmirri (a cura di), Le élites italiane prima e dopo l'unità: formazione e vita civile, Caramanica, Minturno 2000: 216-265.
- L'archivio e la biblioteca della Società operaia di mutuo soccorso di Sora, Rubbettino, Soveria Mannelli 2001.
- Élite locale e infrastrutture: il caso della ferrovia Cassino-Atina-Sora, 1883-1914, in S. Casmirri (a cura di),  Lo stato in periferia. Élites, istituzioni e poteri locali nel Lazio meridionale tra Ottocento e Novecento, Università di Cassino, Cassino 2003: 111-164.
- Spirito rotariano e impegno associativo nel Lazio meridionale: i Rotary Club di Frosinone, Cassino e Fiuggi, 1959-2005, Università di Cassino, Cassino 2005.
- Élites locali di Terra di Lavoro in età liberale: l'opera di Vincenzo Mazzenga, «Annale di storia regionale» (Università di Cassino), 2006, I: 111-140.
- Il contratto matrimoniale tra Pasquale Croce e Luisa Sipari (1861), «Diacritica», VII (2021), n. 1, pp. 15-21 ( online.)

### Crociana
- Benedetto Croce e la monografia di Pescasseroli dall'Archivio Sipari di Alvito, «Rivista Abruzzese», 1998, IV: 309-314.
- Il percorso di Croce all'ecologia liberale attraverso le radici familiari, in Croce tra noi, Atti delle due giornate di studio (Pescasseroli - Università di Cassino, 3-4 giugno 2002), Mephite, Atripalda 2003, pp. 25-37.
- Gli inediti di Benedetto Croce nell'Archivio Sipari di Alvito, «L'Acropoli», 2004, III: 309-319.
- Il brigantaggio meridionale nell'opera di Benedetto Croce tra le due guerre, in R. Colapietra (a cura di), Benedetto Croce ed il Brigantaggio meridionale: un difficile rapporto, L'Aquila 2005: 73-85.
- La monografia di Pescasseroli come storia etico-politica, in L. Arnone Sipari, M. Panetta (a cura di),Omaggio a Benedetto Croce a settant'anni dalla scomparsa, «Diacritica», VIII (2022), n. 1, pp. 13-23 ( online.)